# Bellefonte (Pennsylvania)
Bellefonte è un comune (borough) degli Stati Uniti d'America, situato nello stato della Pennsylvania, nella contea di Centre, della quale è il capoluogo.